# شاگاس ۹۴۸۳
سیارک ۹۴۸۳ (به انگلیسی: 9483 Chagas، نامگذاری:4121P-L) نه هزار و چهارصد و هشتاد و سومین سیارک کشف شده‌است که در ۲۴ سپتامبر ۱۹۶۰ کشف شد.
قدر مطلق سیارک برابر ۱۳٫۴۰ است.